# Mouge
La Mouge est un cours d'eau français de Saône-et-Loire, en région Bourgogne-Franche-Comté, affluent droit de la Saône, donc sous-affluent du fleuve le Rhône.

## Géographie
La Mouge est un cours d'eau de 20,1 km de long qui s'écoule d'ouest en est dans l'est du département français de Saône-et-Loire.
La rivière prend sa source sur la commune de Donzy-le-Pertuis, à environ 393 m d'altitude, en contrebas du village.
Elle traverse successivement les communes d'Azé, de Saint-Maurice-de-Satonnay, de Laizé, de Charbonnières et de Senozan, avant de confluer dans la Saône, en rive droite, au lieu-dit La Motte, à 172 m d'altitude, sur la commune de La Salle.

## Communes et cantons traversés

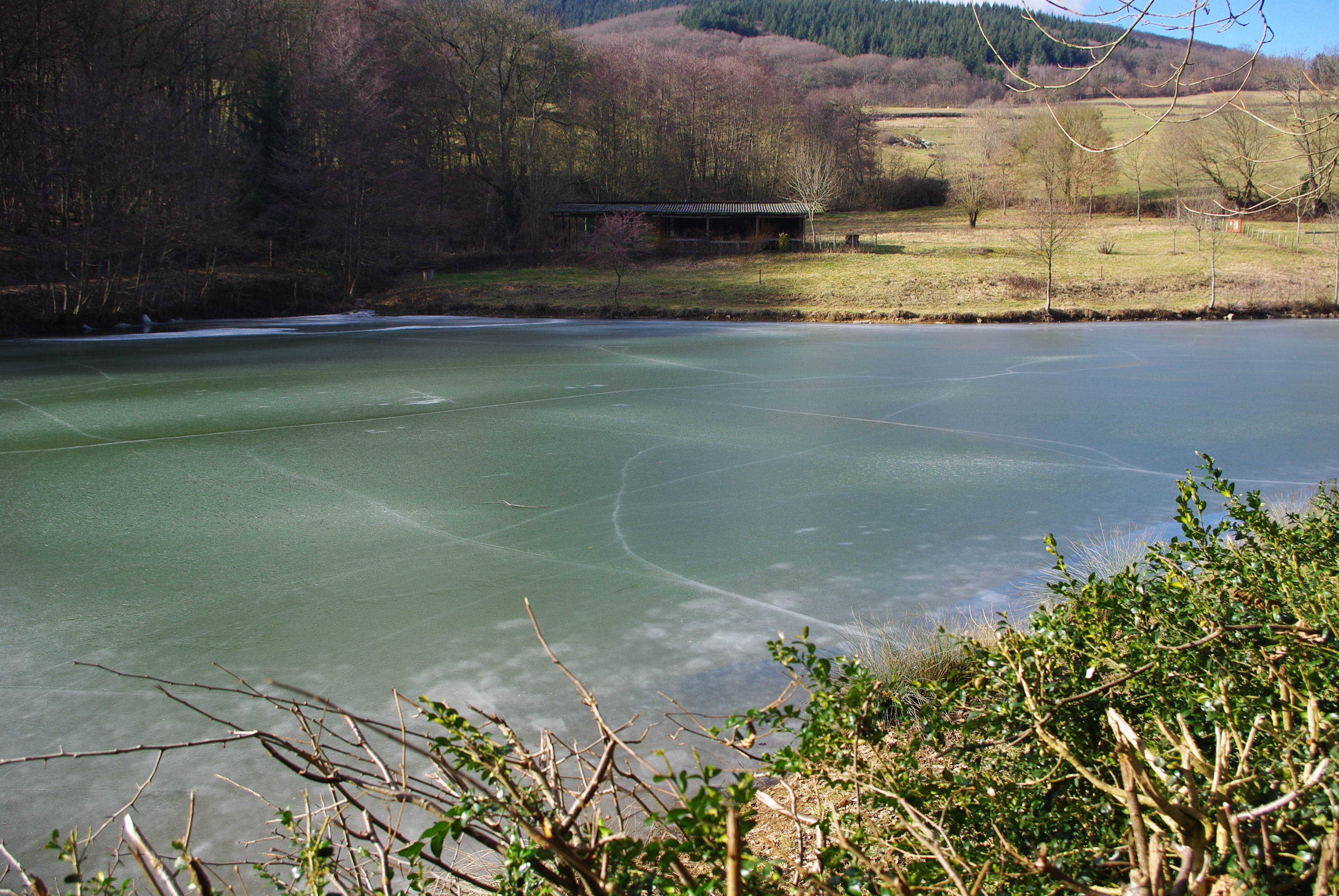
L'étang d'Azé pris sous la glace en février 2012.

Dans le seul département de Saône-et-Loire, la Mouge traverse sept communes et trois cantons :
- dans le sens amont vers aval : Donzy-le-Pertuis (source), Azé, Saint-Maurice-de-Satonnay, Laizé, Charbonnières, Senozan, La Salle (confluence).

Soit en termes de cantons, la Mouge prend source dans le canton de Cluny, traverse le canton de Mâcon-Nord, 
et conflue dans le canton de Lugny, le tout dans l'arrondissement de Mâcon.

### Affluents
La Mouge a six affluents référencés :
- le ruisseau de Joux (rg), 3,1 km, sur la seule commune d'Azé ;
- le ruisseau d'Aine (rg), 1 km, sur la seule commune d'Azé ;
- la Petite Mouge ou Bief du Vin (rg), 7,9 km, sur les deux communes de Igé et Saint-Maurice-de-Satonnay ;
- l'Isérable ou le Bicheron (rg), 6,2 km, sur les communes de Péronne, Laizé et Clessé avec un affluent :
  - le ruisseau de Coilleret ou ruisseau des Coillerets (rg), 2,2 km, sur la seule commune de Péronne avec un affluent :
    - le ruisseau de Dardeau (rg), 0,9 km, sur la seule commune de Péronne ;
- la Salle ou ruisseau Tadenchant ou ruisseau Talenchant (rd), 9,3 km, sur les quatre communes de Verzé, Igé, Saint-Maurice-de-Satonnay, Laizé ;
- le Bief Tord (rg), 1,4 km, sur les trois communes de Clessé, Charbonnières et La Salle et passant au sud du golf de La Salle.

Le rang de Strahler est ainsi de quatre.

## Hydrologie
Le bassin versant de la Mouge est de 117,9 km2.

## Écologie

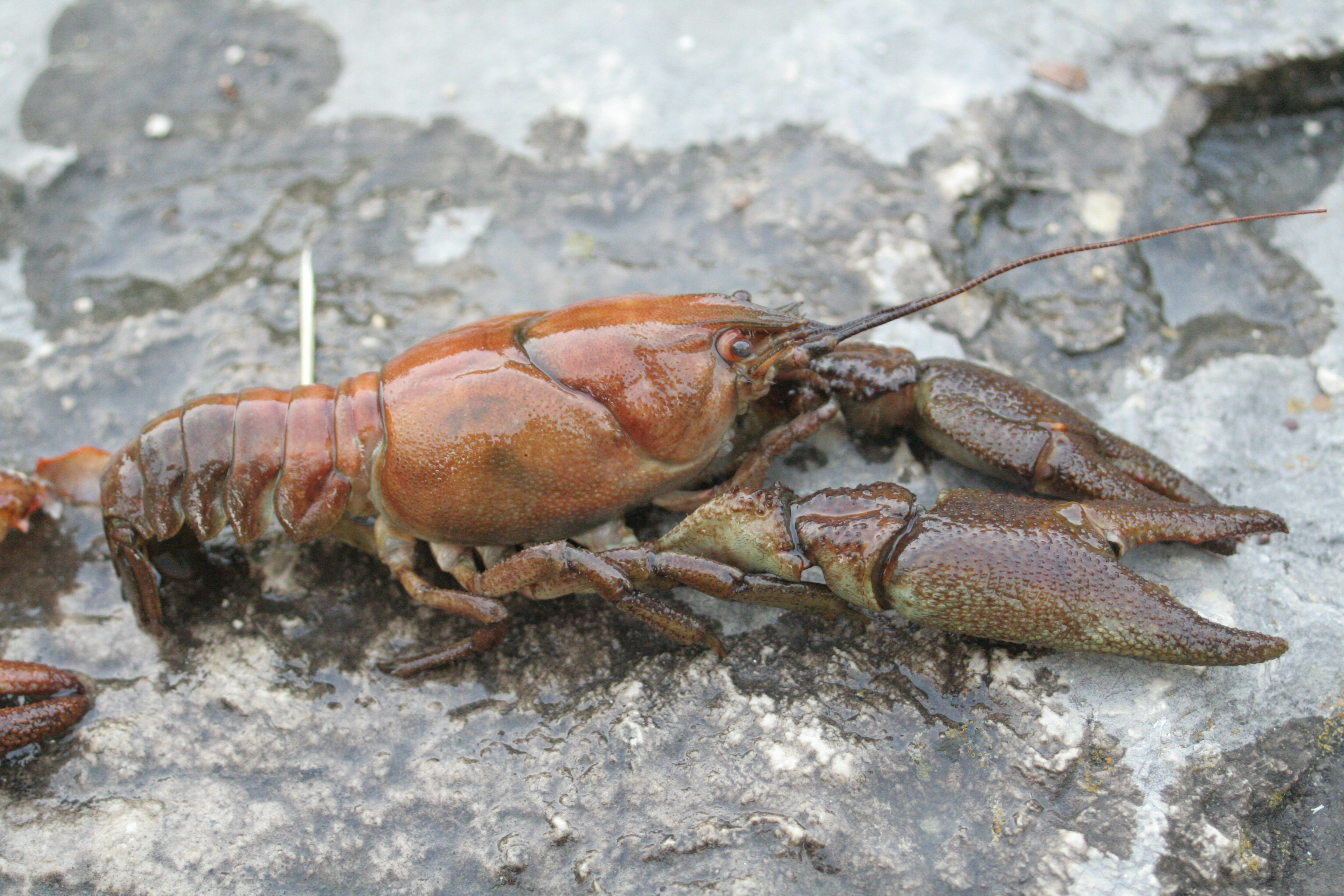
L'Écrevisse à pattes blanches.

L'état écologique de la Mouge était moyen en 2009 et l'état chimique mauvais la même année 2009. L'Écrevisse à pattes blanches est présente sur le Talenchant.

## Aménagements

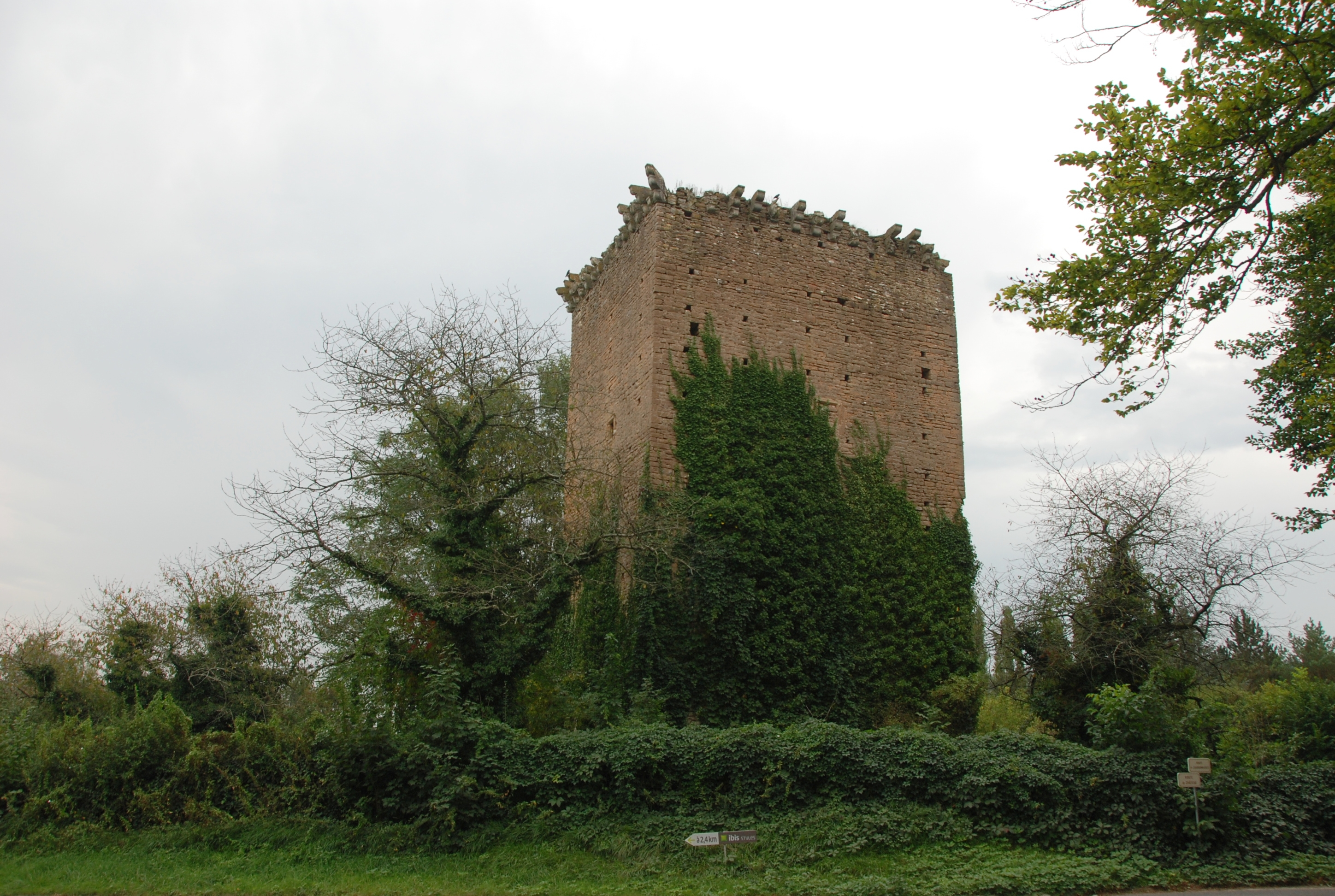
Donjon de La Salle.

À La Salle, un péage était établi sur la Saône, avec un château surveillant et/ou défendant ce péage.
En amont des grottes d'Azé, à l'été 2021 : réalisation de travaux visant à rétablir le cours original de la Mouge, détourné il y a plusieurs siècles (sous la forme d'un profond fossé long de 730 mètres longeant la départementale 15 conduisant d'Azé à Donzy-le-Pertuis) pour alimenter le moulin de Fourgeot (coût : 309 150 euros, financés par l'Agence de l'eau Rhône Méditerranée Corse et par le conseil départemental de Saône-et-Loire, incluant : levé topographique, études préalables, études de sol, étude du tracé, identification de la faune et de la flore, dossier d'autorisation loi sur l'eau, mission de maîtrise d’œuvre et réalisation des travaux). Résultat : 900 mètres linéaires de cours d'eau recréés (726 m pour la Mouge et 200 mètres pour le ruisseau de Joux), 6400 m² de berges enherbées, 1500 boutures de saules plantées, 1480 arbustes plantés, 300 arbres plantés et création d'un boisement humide avec mares.

## Tourisme
- Les grottes préhistoriques d'Azé avec une rivière souterraine[6],[7]